# 2018-as romániai alkotmánymódosító népszavazás

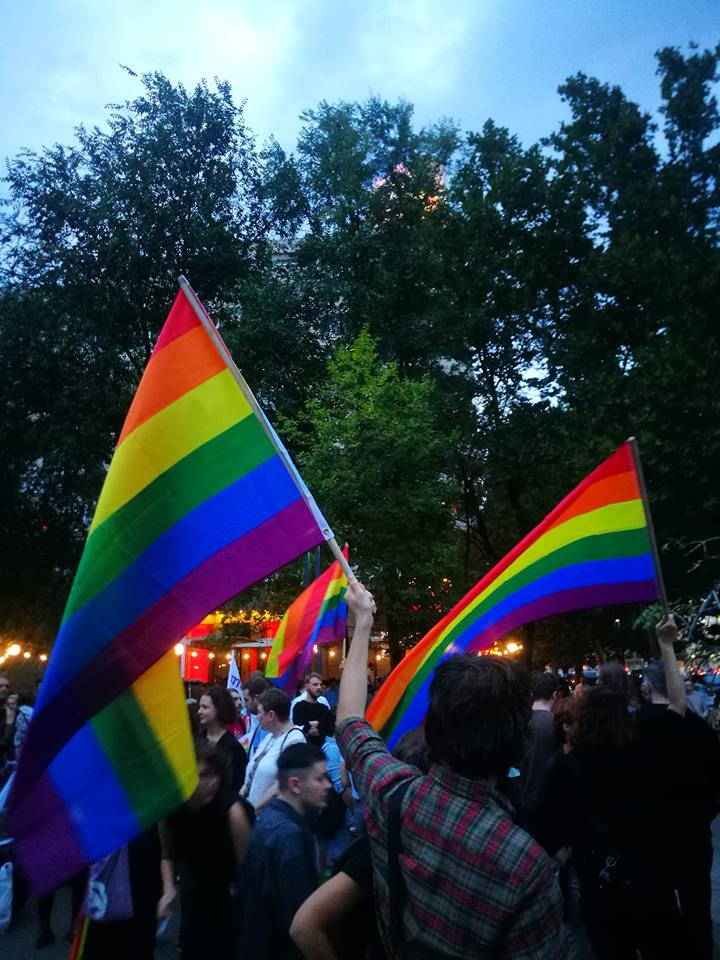
Tüntetés a javaslat ellen

A 2018-as romániai alkotmánymódosító népszavazás a család fogalmának megváltoztatását tűzte ki céljául. A hatályos román alkotmány 48. pontjának 1. bekezdése szerint szerint a család „két házastárs önkéntes elhatározással létrehozott házassága”; az indítványozók ezt az „egy férfi és egy nő önkéntes elhatározással létrehozott házasságára” kívánták változtatni. Ezzel az azonos neműek közötti házasságkötést – mely a polgári törvénykönyv szerint jelenleg amúgy sem engedélyezett vagy elismert Romániában – kívánták ellehetetleníteni.
A népszavazást október 6–7-én tartották. Az alacsony részvétel miatt érvénytelennek bizonyult, így az alkotmány nem módosult.

## Előzmények
Az érvényben levő, 2011-ben elfogadott román polgári törvénykönyv tiltja az azonos neműek házasságát. A történelmi egyházak által támogatott Szövetség a Családért (Coaliția pentru Familie) ernyőszervezet népszavazást javasolt a tiltás alkotmányos rangra való emelésének céljából, és 2016-ban több mint hárommillió támogató aláírással a parlament elé terjesztette az alkotmánymódosító törvényjavaslatot. Ezt a román parlament szenátusa 2018 szeptemberében nagy többséggel elfogadta, az alkotmánybíróság pedig engedélyezte a népszavazást.
A kommunizmus utáni Románia történelmében ez volt a legelső alkalom, mikor felmerült az állampolgárok alkotmányos jogainak korlátozása.

## Álláspontok
A javaslat megosztotta a társadalmat: az egyik tábor a hagyományos, elfogadott eszmék helyreállításaként, míg a másik a társadalmi gyűlölet megnyilvánulásaként értelmezte.

### Támogatás
A módosítás fő támogatója a román ortodox egyház volt. Az egyház hivatalos álláspontja szerint a népszavazáson való részvétel és az igennel szavazás az Istenhitről tett tanúbizonyság, a román gyermekek védelmezése, az egész román nép jövőjét befolyásoló nemzeti hazafias cselekedet. A legtöbb pap részvételre és a javaslat támogatására utasította a híveket, egyesek igen fenyegető hangnemben. Támogatásra szólította fel a lakosságot a romániai katolikus és református egyház és a neoprotestáns egyházak is.
Az egyházaké mellett a javaslat több párt támogatását is élvezte. A jobboldali, nacionalista pártokon kívül a kormányon levő Szociáldemokrata Párt és az ellenzéki Nemzeti Liberális Párt is kiállt a javaslat mellett. Egyes pártok politikai tőke kovácsolására használták fel az eseményt. A szociáldemokraták többek szerint imidzsépítés céljából karolták fel a románok körében népszerű javaslatot, más vélemények szerint a román ortodox egyház kegyeit keresték. A módosítást a Romániai Magyar Demokrata Szövetség is támogatta, megosztva az erdélyi magyar társadalmat.
A javaslatot támogatók agresszív reklámkampányt folytattak. Nemcsak hirdetőtáblákon, szórólapokon, tévéreklámokban, tömegközlekedési eszközökön, hanem még élelmiszerek csomagolásán is „a román társadalom, értékek, kultúra, jövő stb. megvédésére” szólították fel a lakosságot.

### Ellenzés
A módosítást ellenzők legtöbbje a referendum bojkottálását szorgalmazta. Ezen felül egyes civil csoportok tüntetéseket is szerveztek. Az ellenzők leginkább megosztó megnyilvánulása egy kampányvideó volt, mely Románia referendum utáni jövőjét A szolgálólány meséjéhez hasonló teokratikus diktatúraként vizionálta.
Az alkotmánymódosító javaslattal kapcsolatban külföldi szervezetek (például az Amnesty International) is aggodalmukat fejezték ki. A romániai LMBT közösség jogait védő ACCEPT szerint a román parlament állami értékké emelte a homofóbiát.

## A szavazás lefolyása
A népszavazás megrendezése 163,7 millió lejbe (35 millió euróba) került. A szavazólapon a következő kérdés szerepelt: „Egyet ért-e az alkotmánymódosító törvénnyel abban a formában, ahogy azt elfogadta a parlament?” Erre igennel és nemmel lehetett válaszolni; az igen értelemszerűen a javaslat elfogadását, a nem annak visszautasítását jelentette.
A kormány mindent megtett, hogy elkerülje a referendum érvénytelenségét és az ebből adódó politikai kudarcot. A korábbi romániai szavazásoktól eltérően – melyeken egy nap alatt a választók legalább 50%-a kellett voksoljon – a 2018-as alkotmánymódosító népszavazás két napig tartott (október 6. és 7.), a küszöb pedig 30% volt. A referendumon nem alkalmazták a többszöri szavazást megakadályozni hivatott elektronikus nyilvántartási rendszereket, és hivatalból sem ellenőrizték az ilyen visszaéléseket. Mindez megkönnyítette a választási csalásokat.

### Eredmény
Mivel a románok többsége egyetértett a felvetéssel, az egyház pedig mindent megtett a hívek mozgósításának érdekében, a legtöbben biztosra vették, hogy a javaslat átmegy. A közvéleménykutatások 32–35%-os részvételt jósoltak. Azonban minden várakozás ellenére a referendum megbukott. Bár a túlnyomó többség igennel szavazott, a választásra jogosult polgároknak csak 21,10%-a járult az urnák elé, így a népszavazás érvénytelen volt.
A kudarcot az indítványozók és a támogatók nehezen emésztették meg, és már a következő napokban megkezdődött az egymásra mutogatás és a felelősség hárítása. A Szövetség a Családért a pártokat hibáztatta a népszavazás sikertelenségéért, és bejelentette, hogy tovább fognak küzdeni a gender-ideológia ellen. A javaslat mellett korábban mellszélességgel kiálló pártok és politikusok legtöbbje a kudarc után elhatárolta magát a referendumtól, kijelentve, hogy semmi közük nem volt annak megrendezéséhez.

## A kudarc okai
A szavazás bojkottálásának oka nem a román társadalom toleranciájában, liberális értékrendjében, szekularizációjában keresendő: felmérések szerint a románok körében ijesztő méretű az intolerancia, a másságtól való félelem. Daniel David pszichológus szerint a kudarc fő okai a hatalom (beleértve a támogató szociáldemokraták) iránti bizalmatlanság és a keresztény értékrendben való tájékozatlanság.